# IC 2406
IC 2406 — галактика типу S0-a (спіральна галактика) у сузір'ї Рак.
Цей об'єкт міститься в оригінальній редакції індексного каталогу.